# Diffuses neuroendokrines System
Das diffuse neuroendokrine System (DNES) fasst hormonbildende Zellen zusammen, die bestimmte Merkmale mit Nervenzellen (Neuronen) teilen und einzeln oder in kleinen Gruppen verstreut im Oberflächenepithel verschiedener Organe zu finden sind. Besonders häufig im Magen-Darm-Kanal, aber auch im Epithel der Atemwege und im Harn- und Geschlechtsapparat. Sie sezernieren i. d. R. Monoamine und verschiedene Peptide und exprimieren Proteine (Chromogranin A, Synaptophysin), die für Neurone typisch sind. Für einen Teil dieser Zellen wurde in der Vergangenheit auch der Begriff APUD (Amine Precursor Uptake and Decarboxylation) verwendet.
Die Funktionen dieser Zellen sind nur teilweise geklärt. Im gastrointestinalen System sind die neuroendokrinen Zellen an der Koordination der Magensäureproduktion, Insulinfreisetzung und Darmmotilität beteiligt. Die physiologischen Aufgaben neuroendokriner Zellen im Bronchialbaum und Urogenitaltrakt ist bislang noch unklar.
Zum DNES gehören:
- APUD-Zellsystem: Familie der APUD-Zellen.
  - APUD-I-Zellen (direkte Abstammung von der Neuralleiste):
    - C-Zellen der Schilddrüse
    - Karotiskörper-Typ-1-Zellen,
    - Zellen des sympathischen Grenzstranges,
    - Nebennierenmarkzellen, Melanoblasten
    - endokrine Zellen des Harn- und Geschlechtsapparates

  - APUD-II-Zellen (Abstammung von Plakoden oder spezialisiertem Ektoderm):
    - Hypothalamuszellen mit Gehalt an Oxytocin, Vasopressin, TRF, LHRH, SRH, CRF u. SRIF
    - LHRH-haltige Zirbeldrüsenzellen
    - Parathyreoideazellen
    - Zellen der Adenohypophyse mit STH, Prolaktin, FSH, LH, Corticotropin, MSH u. TSH
    - Plazentazellen mit Gonadotropin u. Somatomammotropin
- APUD-III-Zellen (Abstammung von neuroendokrin programmierten Ektoblasten; s. a. Intestinalhormone):
  - Bauchspeicheldrüse (B, A, D, D1, PP),
  - Magen (G, ECL, A, D, EC1),
  - Dünndarm (S, I, D, D1, EC, EC1, EC2, K, N)

- Merkel-Zellen der Haut

## Krankheiten
Zellen des DNES können Ursache von meist eher seltenen Tumoren sein, die dann teilweise Hormone produzieren und oft besonders maligne (bösartig) sind. Beispiele:
- Kleinzelliges Bronchialkarzinom
- Medulläres Schilddrüsenkarzinom
- Malignes Melanom
- Merkelzellkarzinom
- Insulinom
- VIPom
- Karzinoid